# Georgetown Car Barn
La Georgetown Car Barn est un bâtiment historique situé dans le quartier de Georgetown à Washington, aux États-Unis.
Conçu par l'architecte Waddy Butler Wood (en), il a été construit entre 1895 et 1897 par la Capital Traction Company (en) en tant que terminal et dépôts pour plusieurs lignes de tramway de la ville et de l'État de Virginie proche.
Les Exorcist steps, nommées plus tard après leur apparition dans le film d'horreur L'Exorciste (1973) de William Friedkin, ont été construites pendant la construction initiale pour relier deux rues proches.
Le bâtiment a fait l'objet de plusieurs rénovations, la plus importante en 1911, et de nos jours, il est utilisé comme bâtiment universitaire par l'université de Georgetown.